# Xanthocephalus xanthocephalus
El tordo cabeciamarillo o tordo cabeza amarilla (Xanthocephalus xanthocephalus) es una especie de ave paseriforme de la familia Icteridae propia de América del Norte. Es el único miembro del género Xanthocephalus. Es un pájaro migratorio que anida en Canadá y los Estados Unidos y pasa el invierno principalmente en México.

## Descripción
Los adultos tienen un pico marcado. El macho adulto es principalmente negro con cabeza y pecho amarillo; tiene una mancha blanca en el ala a veces solamente visible durante el vuelo, al observarlo detenidamente podemos notar que al final de su tubo digestivo se aprecia de color amarillo entre el plumaje negro. La hembra adulta es principalmente marrón con la garganta y el pecho amarillos opacos.

## Hábitat

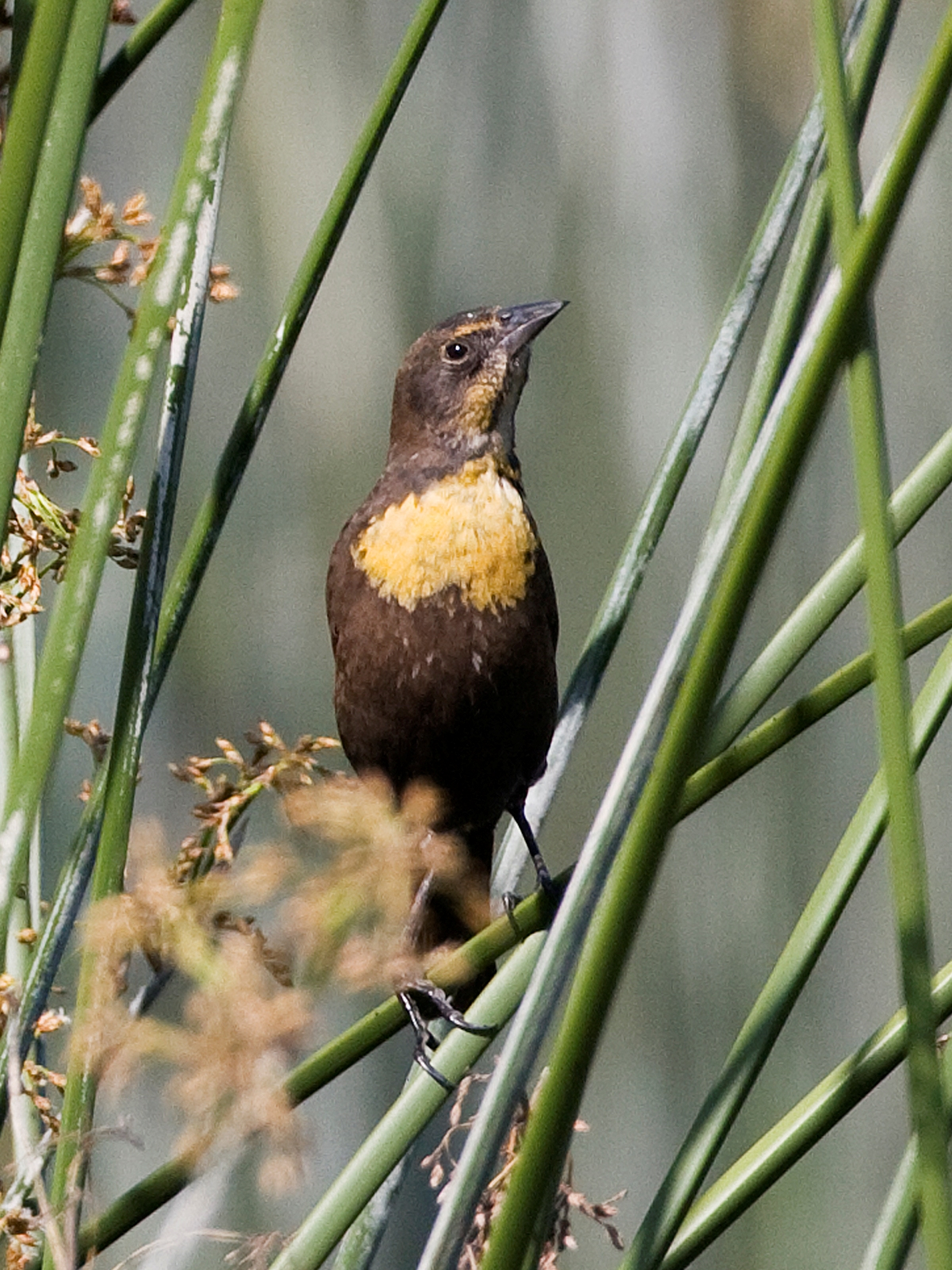
Una hembra.

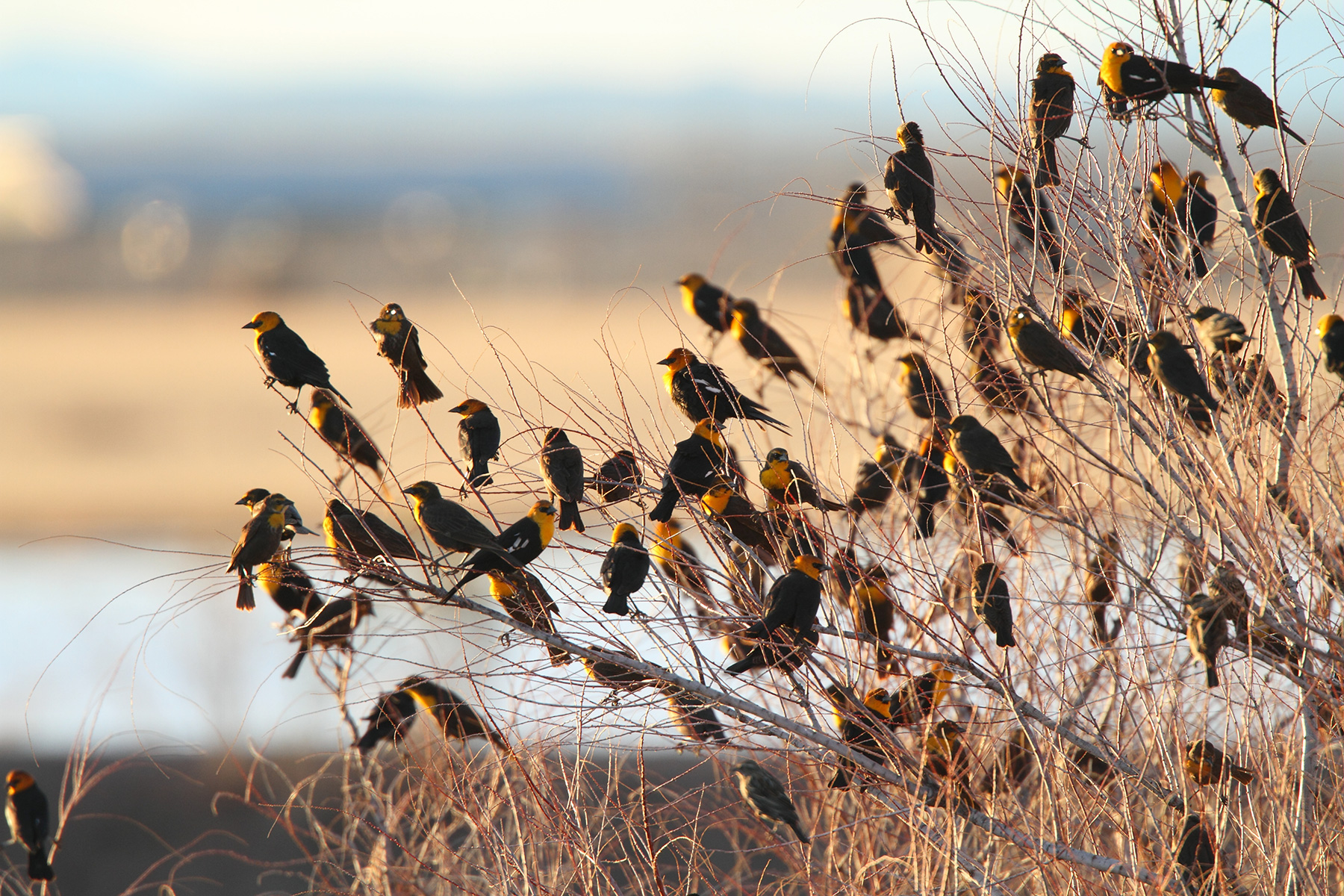
Una bandada de tordos cabeciamarillos

Su hábitat de crianza son los pantanos de espadaña acuática en Norteamérica, principalmente al oeste de los Grandes Lagos. Su nido se construye con la vegetación del pantano y sobre ésta. Hacen sus nidos en colonias, compartiendo a menudo su hábitat con el tordo sargento. Durante la estación de la crianza y de anidamiento, los machos son muy territoriales y pasan mucho de su tiempo colgados en los tallos de plantas acuáticas, exhibiéndose o persiguiendo a los intrusos.
Estas aves emigran en el invierno al suroeste de los Estados Unidos y a México. Emigran a menudo en enormes bandadas con otras especies de aves. Estos tordos son solamente residentes permanentes en una pequeña zona de Norteamérica: el Valle de San Joaquín, en California (Estados Unidos) y el sur del Valle del Río Colorado (estados de Arizona y California, y Baja California, México). Ha sido avistado además de manera accidental en regiones muy alejadas de su área de distribución natural, como en el este de América del Norte y en las Antillas. Rara vez ha sido visto en Europa occidental, con algunos registros, que se sospechan se refieren a escapes del cautiverio.

## Alimentación
Estos pájaros buscan alimentos en el pantano, en campos o en la tierra; cazan a veces insectos en el vuelo. Comen principalmente semillas e insectos. Fuera del período de la nidificación, se alimentan a menudo en bandada, frecuentemente con otras especies de tordos. La canción de este pájaro se asemeja al ruido que produce el abrir y cerrar de una bisagra oxidada.